# 宇賀本鄉站
宇賀本鄉站（日语：／ Ukahongō eki */?）是位於山口縣下關市豐浦町大字宇賀字上田，西日本旅客鐵道（JR西日本）的山陰本線車站。

## 歷史

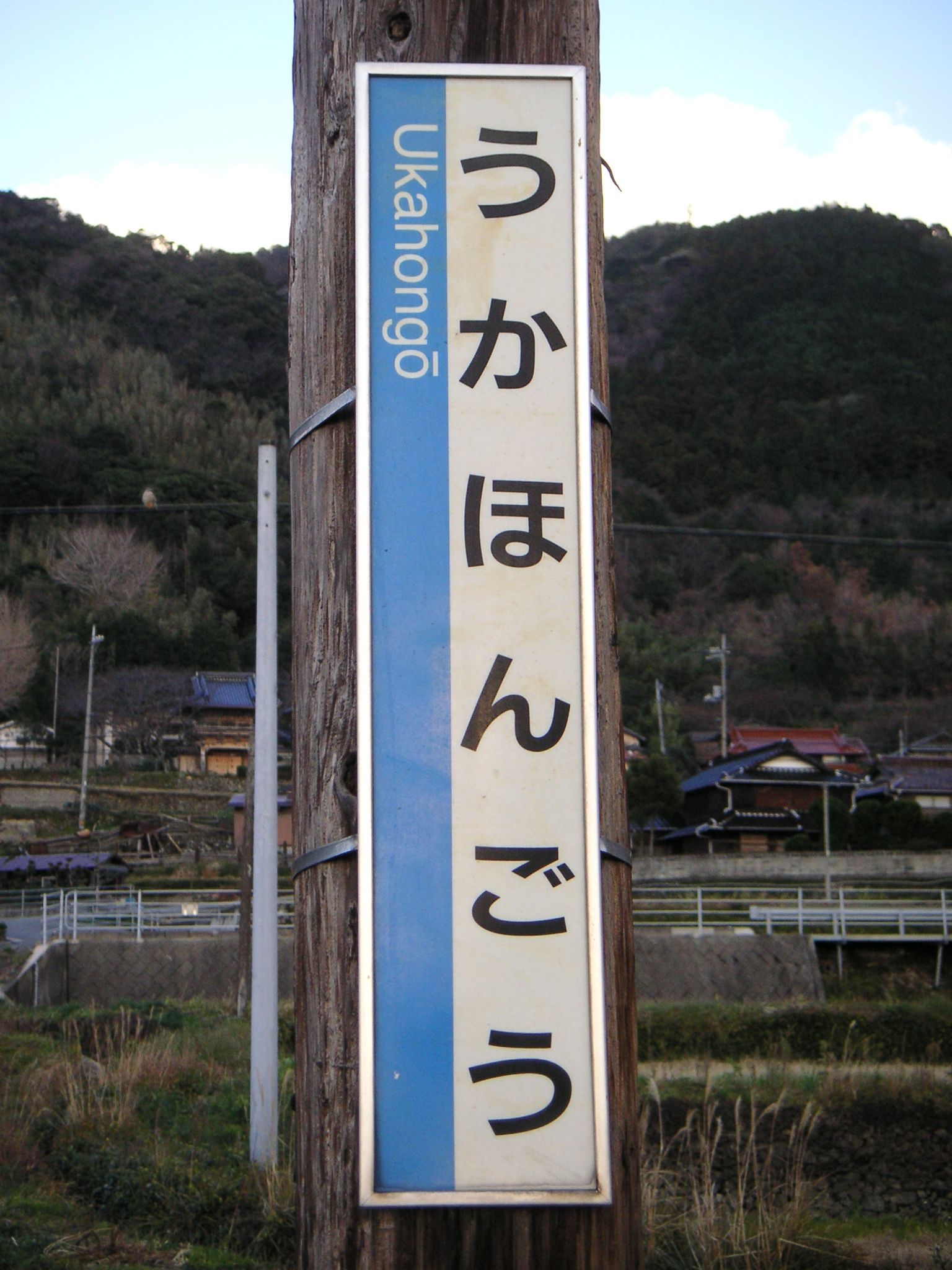
站名牌

- 1958年（昭和33年）7月19日 - 國鐵山陰本線長門二見站至湯玉站之間新設此站，為旅客車站。
  - 當時車站地址為山口縣豐浦郡豐浦町（日语：豊浦町 (山口県)）大字宇賀字上田。
- 1987年（昭和62年）4月1日 - 伴隨國鐵分割民營化，車站由西日本旅客鐵道（JR西日本）營運。
- 2005年（平成17年）2月13日 - 隨著下關市（第二次）成立，車站地址為現時位置。

## 車站構造
車站是一座地面車站，設有1面1線的單式月台，小串方向的列車會開啟左邊車門（山邊）。下關方向和小串方向的列車使用同一月台。
車站由長門鐵道部管理的無人車站。在車站大樓內沒有自動售票機。車站月台上設有候車室。

## 使用狀況
以下為近年1日平均乘車人次列表：
| 乘車人次變化 | 乘車人次變化    |
| 年度         | 1日平均乘車人次 |
| ------------ | --------------- |
| 1999         | 26              |
| 2000         | 25              |
| 2001         | 35              |
| 2002         | 34              |
| 2003         | 39              |
| 2004         | 33              |
| 2005         | 22              |
| 2006         | 18              |
| 2007         | 17              |
| 2008         | 14              |
| 2009         | 11              |
| 2010         | 15              |
| 2011         | 13              |
| 2012         | 8               |
| 2013         | 6               |
| 2014         | 5               |
| 2015         | 6               |
| 2016         | 2               |
| 2017         | 3               |
| 2018         | 3               |

## 車站周邊
車站周邊附近為民居。車站與海邊之間的狹窄的農田。此站至長門二見站之間沿海岸線旁行走，景色較優美。
- 鯖釣山
- 大河内溫泉（距離此站最近，此站轉乘巴士30分鐘）
- 國道191號（日语：国道191号）

## 相鄰車站
西日本旅客鐵道
■山陰本線
長門二見－宇賀本鄉－湯玉

## 注腳
1. ↑  山口縣統計年鑑

## 外部連結
- 宇賀本鄉｜車站資訊：JR出門網 - 西日本旅客鐵道